# Вилре-Сен Мишел-Парк-Екстансион
Вилре-Сен Мишел-Парк-Екстансион (фр. Villeray–Saint-Michel–Parc-Extension) је једна од 19 општина Монтреала. Општина је образована 1. јануара 2002.